# 拉雷多 (蒙大拿州)
拉雷多（英語：Laredo）是位於美國蒙大拿州希爾縣的普查規定居民點。

## 歷史
拉雷多的郵局於1917年設立，其後於1957年停運。

## 人口
根據2020年美國人口普查的數據，拉雷多的面積為0.48平方千米，皆為陸地。當地共有人口37人，而人口密度為每平方千米77.08人。